# 錫爾角 (維多利亞地)
71°22′S 170°14′E / 71.367°S 170.233°E
錫爾角（英語：Seal Point），是南極洲的海岬，位於維多利亞地的彭內爾海岸，處於阿代爾半島西面，在1911年由英國探險隊繪入地圖和命名，現時由南極條約體系管理。

## 外部連結
- 本条目引用的公有领域材料来自美国地质调查局的文档 《錫爾角 (維多利亞地)》 （資料來自地名信息系统）。